# Sohrab Bakhtiarizadeh
Sohrab Bakhtiarizadeh (persisch سهراب بختیاری‌زاده; * 11. September 1977 in Ahvaz) ist ein ehemaliger iranischer Fußballnationalspieler und heutiger Fußballtrainer.

## Spielerlaufbahn

### Verein
Bakhtiarizadeh stammt aus der Provinz Chuzestan, wo er bis 1999 beim Erstligisten Foolad Ahvaz spielte. Danach wechselte der Abwehrspieler zum Hauptstadtverein Esteghlal Teheran, der in dem Jahr iranischer Pokalsieger (Hazfi Cup) und Meisterschaftszweiter wurde. Ein Ausflug im folgenden Jahr zum türkischen Erstligisten Erzurumspor endete mit einer überstürzten Rückkehr, nachdem dieser sich als zahlungsunfähiger Abstiegskandidat entpuppt hatte. Einem weiteren Jahr bei Esteghlal, das neben erneutem Pokalsieg und Vizemeisterschaft auch den dritten Platz in der Asian Club Championship brachte, folgte ein durchwachsenes Jahr, in dem nicht nur der Verein, sondern auch er selbst enttäuschte. Und so verließ er Teheran wieder Richtung Ahvaz, die daraufhin mit Platz 3 ihr bis dahin bestes Meisterschaftsergebnis in der Vereinsgeschichte wiederholen konnten. 2004 wechselte er zum Erstligaaufsteiger Saba Battery Teheran und gewann mit dem Team gleich im ersten Jahr den Hazfi Cup und den Supercup. Im Jahr darauf führte er die Mannschaft als Kapitän bis auf Platz 4 in der Meisterschaft. Dabei entwickelte er sich trotz seiner Abwehrposition bei Standardsituationen zu einem torgefährlichen Spieler. Nach einem weiteren Jahr verließ er 2007 den Verein. Es folgte ein kurzes Intermezzo bei PAS Hamadan, nach welchem er nach Streitigkeiten mit den Verantwortlichen des Clubs zwischenzeitlich mit dem Fußballspielen abschloss. Nach einem kurzen Comeback bei Foolad Ahvaz spielte er von 2009 bis 2013 wieder bei Saba, die mittlerweile von Teheran nach Qom umgezogen waren. Bakhtiarizadeh beendete seine Karriere endgültig im Jahr 2014 bei Esteghlal Khuzestan. Mit einem Tor gegen seinen Ex-Verein Saba Qom wurde er in seiner letzten Saison im Alter von 40 Jahren zum ältesten Torschützen der ersten iranischen Liga.

### Nationalmannschaft
Schon während seiner Anfangszeit bei Foolad empfahl sich Bakhtiarizadeh auch für die iranische Nationalmannschaft. Im Oktober 1997 gab er sein Debüt in der WM-Qualifikation gegen Katar. Es folgte eine wechselhafte Nationalmannschaftskarriere mit mehreren längeren Pausen. Im Jahr 2000 absolvierte Bakhtiarizadeh 14 Länderspiele und nahm an der Asienmeisterschaft im Libanon und der Westasienmeisterschaft in Jordanien teil. Während der Iran bei der Asienmeisterschaft im Viertelfinale ausschied, konnte die Mannschaft die Westasienmeisterschaft für sich entscheiden. Im Finale gegen Syrien erzielte Bakhtiarizadeh dabei den 1:0-Siegtreffer. 2002 nahm er auch an der nächsten Ausgabe der Westasienmeisterschaft in Syrien teil, bei welcher der Iran Dritter wurde. Nach dreijähriger Abstinenz kehrte er im Vorfeld der Fußball-Weltmeisterschaft 2006 in Deutschland ins Team zurück. Als einer der erfahrensten Spieler stand er im WM-Aufgebot des Iran und erzielte in seinen zwei Einsätzen mit dem 1:1-Ausgleich gegen Angola sogar eines der beiden WM-Tore seines Landes. Kurz nach der WM erklärte er mit 33 Jahren seinen Rücktritt vom Nationalteam.

## Trainerlaufbahn
Nach dem Ende seiner Spielerkarriere schlug Bakhtiarizadeh eine Laufbahn als Trainer ein. Nach Engagements bei iranischen Zweitligisten und als Co-Trainer der iranischen U23-Nationalmannschaft übernahm er mit Shar Khodro 2020 für kurze Zeit erstmals einen iranischen Erstligisten als Cheftrainer. Derzeit ist Bakhtiarizadeh Co-Trainer des Erstligisten FC Nassaji Mazandaran.

## Titel / Erfolge

### Verein
- Iranischer Pokalsieger 2000, 2002 (Esteghlal), 2005 (Saba Battery)
- Iranischer Vizemeister 2000, 2002 (Esteghlal)
- Iranischer Supercup 2005 (Saba Battery)

### Nationalmannschaft
- Westasienmeister 2000
- Dritter Platz bei der Westasienmeisterschaft 2002